# 伞护种
伞护种（英語：umbrella species）是保护生物学中的一个概念，指那些生存环境需求能够涵盖许多其他物种生存环境需求的物种。布鲁斯·威尔科克斯（Bruce A. Wilcox）最早于1984年提出这一概念。
通过保护伞护种可以同时对其他物种提供保护伞，故被称为伞护种。伞护种可用来确定应被保护的生存环境的类型与面积，常用于自然保护区的规划。